# Jamie Harper
Jamie Harper (Jacksonville, 11 settembre 1989) è un giocatore di football americano statunitense che gioca nel ruolo di runningback nella National Football League (NFL) e attualmente è free agent. Fu scelto nel corso del quarto giro (130º assoluto) del Draft NFL 2011 dai Tennessee Titans. Al college ha giocato a football coi Clemson Tigers.

## Carriera professionistica

### Tennessee Titans
Harper fu scelto dai Tennessee Titans nel corso del quarto giro del Draft 2011. Segnò il primo touchdown della carriera nella vittoria della settimana 16 contro i Jacksonville Jaguars. Nella sua stagione da rookie corse 44 yard su 17 tentativi. L'11 ottobre 2012 segnò contro i Pittsburgh Steelers il primo touchdown della sua seconda stagione. Altri due li segnò la settimana successiva nella vittoria sui Buffalo Bills. La seconda stagione di Harper si concluse con 36 yard corse e tre touchdown. A fine stagione venne svincolato.

## Vittorie e premi
Nessuno

## Statistiche
| Partite totali      | 23 |
| Partite da titolare | 0  |
| Yard corse          | 74 |
| Touchdown           | 4  |

Statistiche aggiornate alla stagione 2012